# Matiaška
Matiaška és un poble i municipi d'Eslovàquia. Es troba a la regió de Prešov, al nord del país.

## Història
La primera referència escrita de la vila data del 1363.

## Demografia
| Godina             | 1994 | 2004   | 2014   | 2024   |
| ------------------ | ---- | ------ | ------ | ------ |
| Nombre de persones | 273  | 270    | 286    | 291    |
| Diferència         |      | −1,09% | +5,92% | +1,74% |

| Godina             | 2023 | 2024   |
| ------------------ | ---- | ------ |
| Nombre de persones | 293  | 291    |
| Diferència         |      | −0,68% |